# Statuta Valachorum
Statuta Valachorum ("Estatuto(s) valacos", en serbocroata: Vlaški statut(i)) fue un decreto emitido por el emperador Fernando II Habsburgo el 5 de octubre de 1630 definiendo los derechos de los valacos (término utilizado para una comunidad de refugiados ortodoxos, principalmente serbios) en la frontera militar y colocándoles bajo autoridad directa del gobierno imperial de Viena frente a la jurisdicción del parlamento croata.
Fue una  de las tres leyes más importantes sobre la situación de dicha comunidad ortodoxa, junto con el decreto previo de 1608 del emperador Rodolfo II y otro decreto de 1627 del mismo Fernando.

## Antecedentes
A mediados del siglo XVI, se creó la frontera militar como zona colchón contra el Imperio Otomano. Refugiados balcánicos, incluyendo serbios, huyeron hacia tierras bajo la protección Habsburgo. Los colones de esta zona militar fueron eximidos de algunas obligaciones y se les concedieron pequeñas parcelas de tierra, con autonomía para escoger sus propios capitanes (vojvode) y magistrados (knezovi). Eslavonia (incluyendo la Gobernación General de Varaždin) había recibido continuamente refugiados serbios de varias regiones desde el siglo XV. En 1600 tuvo lugar una gran migración de serbios ("personas de Rascia o valacos") a Croacia y Eslavonia desde las zonas ocupadas por los otomanos.
Se les prometió libertad de culto a los refugiados ortodoxos. Los Habsburgo dividieron la autoridad civil y militar y designaron  un agente general en 1553. Esto desagradó a la Dieta húngara y a la nobleza croata, que se veían despojadas de su autoridad en la Frontera. Los croatas intentaron reducir la autonomía de la Frontera pero chocaron con la política imperial: la incorporación de la Frontera a Croacia hubiera implicado el fin de las prerrogativas de los grenzers (hombres de frontera).
En 1608, el emperador austriaco Rodolfo II legisló que los valacos de la Frontera Militar, a pesar de su fe, debían pagar un décimo de sus ingresos al Obispo de Zagreb y un noveno a los señores feudales cuya tierra  ocupaban. Esta ley tuvo pocas consecuencias en la práctica pero apacigüó a la nobleza croata. El emblema utilizado para estos "valacos" era el de la dinastía Nemanjić.
En las décadas de 1610 y 1620, hubo conflictos entre los valacos y otros grenzer y la nobleza croata. Los croatas reclamaron el fin de la frontera militar y la reintegración de esta a Croacia.  En 1627, el Warasdiner o comandante de los Grenzer respondió a las autoridades que ellos "preferían ser troceados que separados de sus capitanes y sujetos a la nobleza croata".
En 1627, el emperador Fernando II concedió a los "valacos que habitan las regiones de Eslavonia y Croacia, el derecho a no ser perturbados en sus poblamientos y propiedades". Los valacos de la frontera recibieron el uso de la tierra independientemente de su propiedad, en un intento de mantener a los grenzers independientes de la nobleza croata y dispuestos a combatir en las guerras. Esta decisión ha sido interpretada como un intento de feudalización y en 1628 se temía que si los valacos dejaban la frontera eslavona para regresar a sus tierras de origen bajo dominio otomano, la fuerza militar y económica de la monarquía Habsburgo se vería notablemente debilitada. En una asamblea de aproximadamente 3,400 valacos (principalmente serbios), se les prometido mantenerles bajo la autoridad militar y regularizar su estatus legal con un estatuto. El año siguiente, el parlamento croata intentó una vez más pasar una ley que pusiera a los refugiados bajo jurisdicción del Reino de Croacia, sin éxito.
A comienzos de 1630, los representantes de la nobleza croata y de los valacos se reunieron en Viena. La nobleza croata presionó al Emperador para que promulgara un decreto el 10 de mayo que hiciera a los valacos pagar a la nobleza lo mismo que pagaban a sus capitanes mientras que los serbios de la región entre el Sava y Drava entregaron al coronel Trauttmansdorff su propio borrador sobre las leyes para regular sus relaciones económico, legales y sociales. El Consejo de Guerra estableció una comisión para estudiar este borrador y la cancillería de tribunal austriaca emitió una declaración al emperador el 30 de septiembre, en la cual destacaba la "gran importancia militar de la población valaca acomodada entre el Sava y Drava, cuyos números en los últimos treinta años aumentaron a tal punto que  han devenido sólidos baluartes de la Frontera Militar contra el turco".

## Estatuto
Basado en las peticiones de los grenzers y los comentarios de la corte, el emperador Fernando II emitió el Statuta Valachorum el 5 de octubre de 1630, en  el generalato de Varaždin, incluyendo las capitanías de Koprivnica, Križevci y Ivanec. El estatuto fue firmado en Ratisbona e incluía concesiones a los grenzers. Se nombraba una delegación de doce Grenzers, a escoger entre su clero y comandantes militares. La comunidad ortodoxa de "valacos",  era principalmente serbia. En su esencia, el estatuto permitía la elección de autoridades locales, siendo la base para la autonomía de la población. Las autoridades locales eran knezes y jueces, representantes de los poderes ejecutivos y legislativos.
El decreto delimitaba los derechos y obligaciones de los colonos, clarificando su estatus. Estos derechos incluían la tierra libre dada a los colonos y una administración civil basada en su ley tradicional. Todos estos derechos fueron dados a cambio de su servicio militar al emperador austriaco. Todos los  varones mayores de dieciséis años estaban obligado a servir militarmente. Fernando II no incluyó la propiedad de la tierra en el estatuto para no provocar a la nobleza croata. El objetivo del Statuta Valachorum era colocar a los ortodoxos bajo control imperial desde el Ministerio de la Guerra de Viena, dándoles autonomía pero reduciendo su independencia previa de hecho. El Estatuto creó una región legalmente separada de Croacia-Eslavonia, la frontera militar.  El estatuto también trajo la primera delimitación de la Comandancia General de Varaždin (Frontera Militar Eslavona).

## Consecuencias y legado
El Statuta, pensado sólo para los valacos del área de Varaždin (entre Drava y Sava), pasó más tarde a ser utilizado para todos los valacos.  Una rebelión estalló en el generalato en 1632, cuándo los grenzes se sublevaron contra los gobernadores austriacos. La rebelión fue suprimida y los líderes de esta, el knez (conde) Marko Bogdanović y el harambaša Smiljan Vujica (o Smoljan Vujić) fueron ejecutados. Cuándo Fernando III llegó al poder (1637), la propiedad de la frontera militar croata fue transferida al gobierno imperial. Otra rebelión estalló en el generalato en 1665–66 liderada por Stefan Osmokruhović, después de que se hubieran incumplido derechos del estatuto. El 14 de abril de 1667 el Estatuto fue revisado. En el siglo XVIII, la nobleza fue finalmente privado de la propiedad de la tierra de la frontera militar, que fue declarada un feudo imperial.

### Influencia en las poblaciones serbias de Croacia
El estatuto fue la primera ley con respecto a los derechos de los habitantes de la Frontera Militar. Concedió a los serbios y otras poblaciones ortodoxas aliadas a la monarquía Habsburgo autonomía de la nobleza católica croata. La tradición militar de la población serbocroata, incluyendo su relación con la monarquía y los Statuta Valachorum, es una parte importante de su identidad comunitaria actual. Sin embargo, ha sido motivo de disputas por motivos políticos.